# Radio Babboleo
Radio Babboleo è una emittente radiofonica che trasmette in tutta la Liguria.

## Storia
Nasce a Genova nel 1976 per opera dei fratelli Walter e Gianni Miscioscia. È una delle prime radio libere italiane e dal momento della sua nascita è la radio più ascoltata in Liguria. La prima sede è  in via Cesare Cabella, dentro lo storico Castello Mackenzie, in una torretta dalla quale si domina buona parte della città. I primi speakers furono Rino Deodato, Stefano Conte, Giorgio Bacco, Daniele Schiavetti, Domenico Cardona detto Il Papero, Angelo Maizzi, Francesco "Grillo" Grillone e Giorgio "Giorgione" Politi. Da lì la Radio si trasferì nei più comodi studi in piazza Portello, proprio sopra lo storico locale Babboleo. Attualmente il Gruppo Babboleo, con sede presso i Magazzini del Cotone nell'area del Porto antico di Genova, è formato da tre emittenti Radio Babboleo (musica dagli anni '90 ad oggi), Babboleo Suono (musica anni '70 e '80) e la nuova radio per il pubblico più giovane Babboleo LAB (nata nel luglio 2021).
L'ascolto medio giornaliero nel 2016 è risultato complessivamente di 152.000 ascoltatori.
Sul sito internet del gruppo Babboleo è possibile ascoltare le tre emittenti in diretta streaming.

## Conduttori

### Voci attuali
- Paola Servente
- Italo Vallebella
- Katia Gangale
- Max Repetto
- Mattia Salvatico
- Eugenia Saint Pierre[4]
- Alessia Lanna & Emanuele Lauriola

### Ex conduttori
- Davide Lentini
- Fabrizio Valenza